# Biastes brevicornis
Biastes brevicornis  (лат.) — вид пчёл-кукушек из рода Biastes семейства Apidae. Длина тела около 7—9 мм. Голова, грудь и брюшко чёрные, грубо пунктированные, у самок брюшко красноватое. Тело слабоопушенное. Жвалы зазубренные. Переднее крыло с 2 радиомедиальными ячейками. Клептопаразиты пчёл рода Systropha (Systropha curvicornis и Systropha planidens), в гнёзда которых откладывают свои яйца. Как и другие пчёлы-кукушки не обладают приспособлениями для опыления и сбора пыльцы (нет корзиночек на ногах, модифицированных волосков на теле и т. д.). Вид был впервые описан в 1798 году в составе рода Tiphia немецким энтомологом Георгом Вольфгангом Францем Панцером. Встречается в центральной и восточной Европе (Австрия, Венгрия, Германия, Испания, Италия, Польша, Россия, Румыния, Словакия, Словения, Чехия, Швейцария).